# Zaraza ogniowa

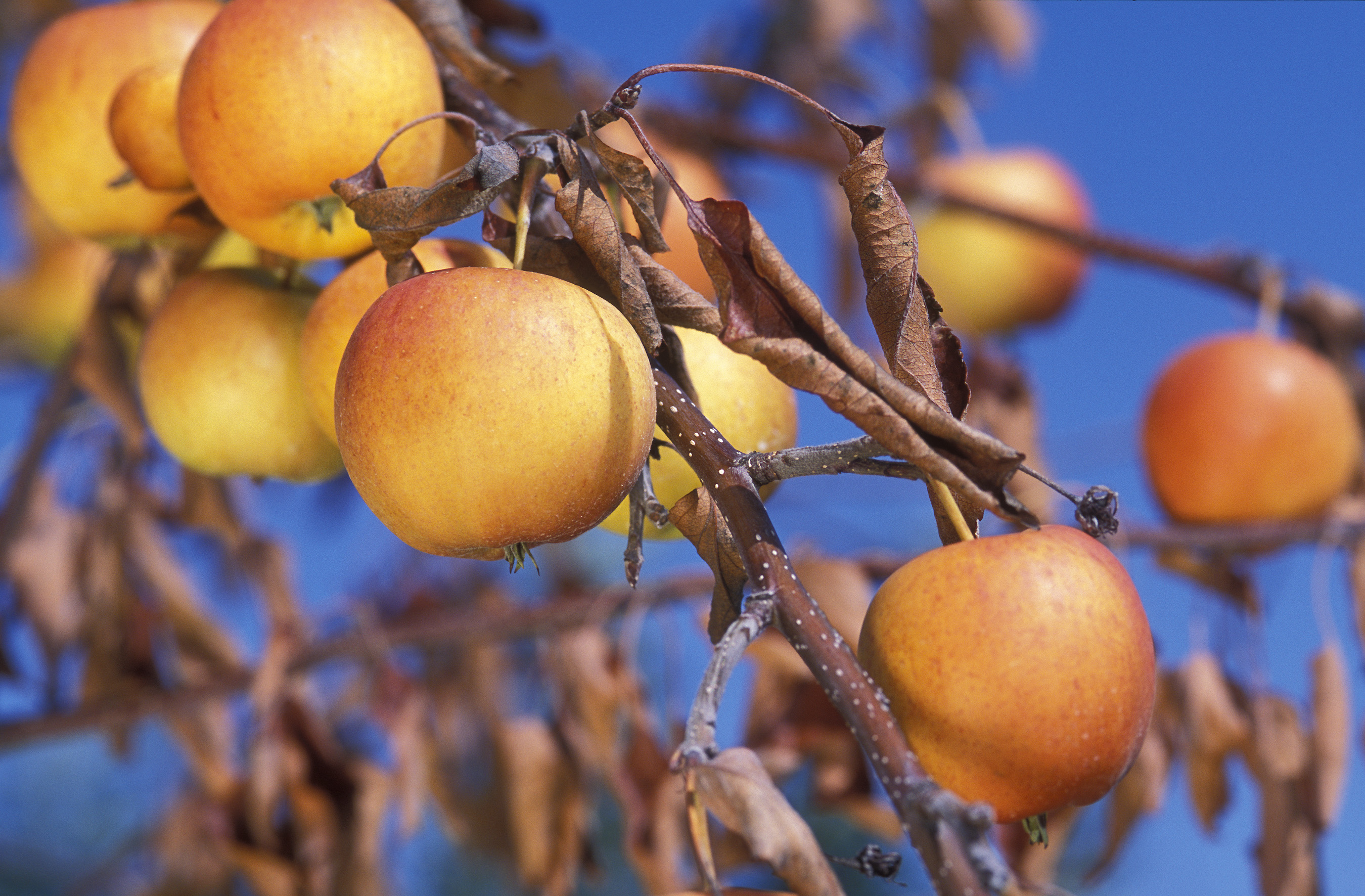
Gałąź jabłoni odmiany Gala z silnymi objawami zarazy ogniowej

Zasięg występowania zarazy ogniowej na świecie w 2007 roku

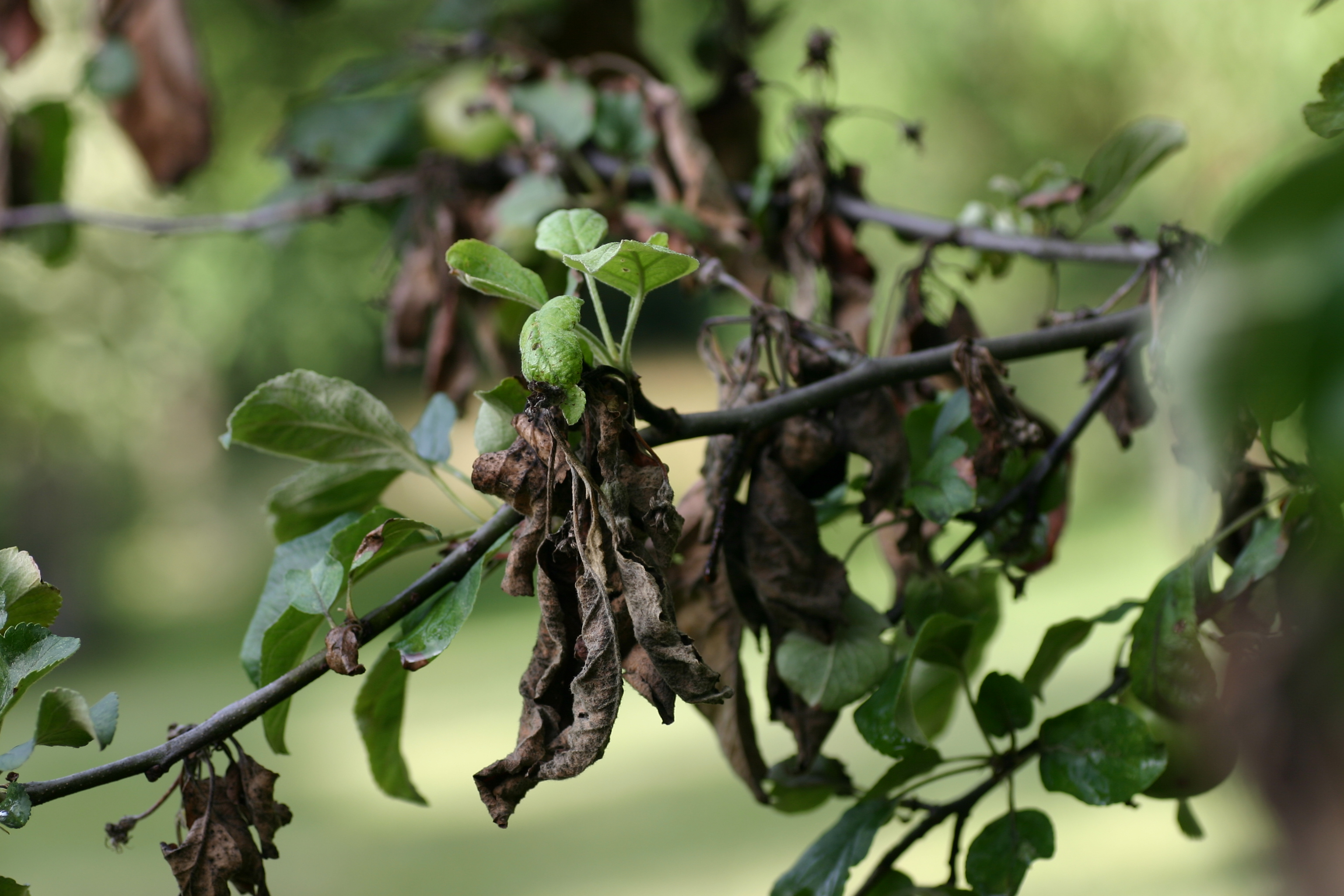
Objawy zarazy ogniowej wiosną w czasie intensywnego wzrostu

Zaraza ogniowa, zaraza ognista – choroba bakteryjna porażająca wiele gatunków roślin, głównie z rodziny różowatych (Rosaceae), powodowana przez Gram-ujemną bakterię Erwinia amylovora z rodziny enterobakterii (Enterobacteriaceae).
Patogen bardzo często atakuje rośliny z rodzajów: świdośliwa (Amelanchier), pigwowiec (Chaenomeles), irga (Cotoneaster), głóg (Crataegus), pigwa (Cydonia), nieśplik, miszpelnik (Eriobotrya), jabłoń (Malus), nieszpułka (Mespilus), ognik (Pyracantha), grusza (Pyrus), jarząb (Sorbus) oraz gatunek Photinia davidiana. Największe skutki gospodarcze ma w uprawie gruszy i jabłoni. Według prawodawstwa unijnego, sprawca zarazy ogniowej – bakteria Erwinia amylovora – ma status Regulowanego Agrofagu Niekwarantannowego (ang. RNQP), podlegającego obowiązkowi zwalczania, ale tylko wtedy, gdy wystąpi na materiale rozmnożeniowym roślin uznanych w Unii za jej żywicieli.

## Charakterystyka choroby
Infekcja
Oprócz porażania liści, kwiatów i owoców, zakażane są także pędy. Wrotami infekcji są miodniki, szparki, przetchlinki oraz wszelkiego rodzaju uszkodzenia tkanki okrywającej. Na zaatakowanych pędach powstają zagłębione, klinowate plamy, wyraźnie oddzielone od zdrowej tkanki. Część pędu znajdująca się powyżej miejsca infekcji zamiera, liście brunatnieją, ale pozostają na drzewie czerniejąc, co do złudzenia przypomina spalenie (stąd nazwa choroby). Patogen zimuje w porażonych, ale żywych pędach drzew. Bakterie przemieszczają się do pędów z zakażonych kwiatów i krótkopędów.
Jednak najczęstszymi wrotami infekcji dla bakterii u roślin są kwiaty (znamiona słupków). Po zakażeniu brunatnieją, później ciemnieją i zasychają, pozostając na pędach owoconośnych.
Przy wysokiej wilgotności względnej powietrza (powyżej 70%) i średniej temperaturze dobowej przekraczającej 12 °C na porażonych organach roślin pojawiają się mlecznobiałe wycieki – jednoznaczny sygnał porażenia. Krople stopniowo gęstnieją i żółkną. Porażone zawiązki owoców stają się gąbczaste, a następnie marszczą się i pozostają na drzewie. Zarażenie ma charakter systemiczny, a bakterie przemieszczają się w roślinie czasem do 1 metra, dochodzą do pnia i powodują łuszczenie się kory. Szybkość przemieszczania zależy od siły wzrostu zaatakowanego organu – im jest on szybszy, tym przemieszczanie gwałtowniejsze, stąd do infekcji zwykle dochodzi w czasie silnego wiosennego wzrostu roślin.
Bakterie zimują w roślinie, nie tworząc form przetrwalnikowych. Miejsce na pograniczu zdrowej i zamarłej tkanki jest źródłem infekcji w kolejnych latach. Wiosną wraz z rozpoczęciem wegetacji bakterie namnażają się na porażonych organach. Mogą być przenoszone przez wiatr, deszcz, owady i ptaki.
Identyfikacja
- testy biologiczne – elementy roślin wskaźnikowych, bardzo wrażliwych, np. zawiązki grusz
- test ELISA
- genetyczna – metoda łańcuchowej reakcji polimerazy (PCR)
- izolacja patogenu i namnażanie na pożywkach

## Epidemiologa
Sprawca choroby, bakteria Erwinia amylovora, w sprzyjających warunkach, tj. przy wysokiej wilgotności powietrza i temperaturze 20–24 °C, w ciągu kilku godzin może podwoić liczebność populacji. Czynnikami ograniczającymi rozwój jest bezpośrednie promieniowanie słoneczne i susza. Chorobie sprzyja duże zagęszczenie roślin żywicielskich np. gęsto sadzone sady, szpalery krzewów wrażliwych oraz coraz większe rozpowszechnienie i presja patogenu. Spośród krajów Unii Europejskiej dotychczas zarazy ogniowej nie znaleziono w Portugalii i Finlandii. W pozostałych krajach powstaje wiele stref ochronnych mających na celu stworzenie enklaw do rozmnażania zdrowego materiału szkółkarskiego.
Choroba ta może pojawiać się przez kilka lat w różnym stopniu nasilenia, a następnie przez kilka lat wykazywać niewielkie lub żadne uszkodzenia. Zaraza ogniowa jest najbardziej dotkliwa wiosną, jeżeli:
1. Występuje wysoka wilgotność gleby;
2. temperatura powietrza utrzymuje się w granicach 16 – 24 °C;
3. wzrost pąków i pędów jest gwałtowny,
4. częste deszcze utrzymują wysoką wilgotność powietrza[3].

## Zapobieganie
W sadach i szkółkach drzew i krzewów owocowych oraz ozdobnych na 2 tygodnie przed kwitnieniem drzew należy przeprowadzić lustrację, tj. sprawdzić, czy nie występują objawy zarazy ogniowej. Dobrze jest usunąć z bezpośredniego sąsiedztwa rośliny żywicielskie – dziko rosnące głogi lub irgi. W razie ich wystąpienia należy przystąpić do ich zwalczania.
Najczęściej zalecanym sposobem jest opryskiwanie roślin fungicydami zawierającymi miedź. Ma to jednak głównie działanie zapobiegawcze. Środki te, mimo iż nie wnikają do rośliny, skutecznie ograniczają rozwój bakterii i zabezpieczają roślinę przed kolonizacją i infekcją. W sadach, w których stwierdzono nieznaczne objawy lub które są zagrożone ze względu na pobliskie źródła choroby, zaleca się obniżenie odczynu gleby do pH 5,5. Ponadto należy zwracać uwagę na harmonijne nawożenie azotowe, gdyż nadmierne dawki nawozów mineralnych wydłużają okres intensywnego wzrostu, w czasie którego najczęściej następuje infekcja.

## Zwalczanie
Zwalczanie mechaniczne
Jeżeli na plantacji lub w sadzie stwierdzono objawy po raz pierwszy, to należy drzewa lub krzewy usunąć całkowicie. Pozwala to na usunięcie źródeł z szansą, że całkowicie zahamuje się rozprzestrzenianie choroby. Natomiast jeśli infekcję stwierdzono po raz kolejny, a porażenia nie obejmują całych roślin, to należy wyciąć lub wyłamać chore części roślin (z co najmniej 50-centymetrowym zapasem pozornie zdrowej części), wynieść je z sadu i spalić. Narzędzia do cięcia, takie jak piły, sekatory należy dezynfekować, najlepiej alkoholem, a rany po cięciu zasmarować farbą z dodatkiem fungicydu miedziowego.
Zwalczanie chemiczne
Znanym środkiem służącym do zwalczania zarazy ogniowej są preparaty antybiotykowe, w których substancją aktywną jest streptomycyna. Stosowanie streptomycyny do walki z tą chorobą budzi jednak wiele kontrowersji, gdyż może prowadzić do wzrostu odporności patogenów zagrażających bezpośrednio człowiekowi, ponieważ streptomycyna jest jednym z podstawowych antybiotyków stosowanym w zwalczaniu wielu groźnych chorób atakujących człowieka. W niezbyt odległej przeszłości preparaty zawierające streptomycynę były stosowane w niektórych krajach Unii Europejskiej. Liczba zabiegów uzależniona była od presji choroby i warunków pogodowych, a kraje, w których choroba występowała epidemiologicznie, zezwalały nawet na kilkunastokrotne opryskiwanie. W Polsce jedynym antybiotykiem zarejestrowanym jako środek ochrony roślin była produkowana przez pabianicką Polfę Hortocyna 18 SP, w której substancją aktywną był siarczan streptomycyny, jednak decyzją Komisji Europejskiej została ona wycofana ze stosowania do dnia 31 grudnia 2004.
Innym ze sposobów pośredniego zwalczania choroby jest stosowanie preparatów ograniczających wzrost i przyśpieszających tworzenie się pąka wierzchołkowego. W Polsce takim preparatem, choć zarejestrowanym jako regulator wzrostu, a nie jako środek ochrony roślin, jest Regalis 10WG firmy BASF.